# Inés Murray
Letizia Foscarini (Véneto, Italia, 12 de marzo de 1900 - Buenos Aires, Argentina, 24 de octubre de 1984), más conocida como Inés Murray, fue una actriz y vedette argentina.

## Carrera
Inició su carrera artística en el teatro de revistas donde se convirtió en primera vedette. Acompañó a Carlos Gardel en un corto filmado en 1930, Viejo smoking, de Eduardo Morera. En su juventud se destacó como vedette en teatros como el Maipo. Luego de realizar 5 películas, en 1940 protagonizó Galleguita, de Julio Irigoyen, y luego integró los repartos de Ceniza al viento, Eclipse de sol, Dock  Sud, Mercado de abasto, Las locas. Participó en 28 películas.
Trabajó con figuras importantes del espectáculo argentino como Carlos Gardel, Tita Merello, Zelmar Gueñol y Olinda Bozán. Siguió apareciendo en filmes hasta la década de 1980" en breves apariciones. Su última participación cinematográfica la realizó en 1984 en Atrapadas, de Aníbal Di Salvo.
Falleció a la edad de 84 años el 24 de octubre de 1984 en Buenos Aires.

## Filmografía
- Atrapadas (1984)
- En retirada (1984)
- Noches sin lunas ni soles (1984)
- Se acabó el curro (1983)
- Custodio de señoras  (1979) .....anciana en la entrada de Maison Charlotte que habla con Jorge
- Mi mujer no es mi señora (1978)
- Allá lejos y hace tiempo (1978)
- El gordo catástrofe (1977)
- Las locas (1977)
- Piedra libre (1976)
- La guerra del cerdo (1975)
- Maridos en vacaciones (1975)....vecina anciana
- La Madre María (1974)
- La flor de la mafia (1974)
- Un elefante color ilusión (1970)
- La cigarra está que arde (1967)..........vendedora de flores
- La señora del Intendente (1967)
- Hotel alojamiento (1966) .........madre de Coca
- Asalto en la ciudad (1961)
- Mercado de abasto (1955).....Minerva, dueña puesto de frutas
- Siete gritos en el mar (1954)
- Dock Sud (1953)
- El infortunado Fortunato (1952)
- Eclipse de sol (1942)
- Ceniza al viento (1942)
- Boina blanca (1941)
- De un tango nació un querer (1941)
- Galleguita (1940)
- La canción que tú cantabas (1939)
- Nace un amor (1937)
- La virgencita de Pompeya (1935)
- Viejo smoking (corto - 1930)